# Damernas åtta med styrman i rodd vid olympiska sommarspelen 1988
Damernas åtta med styrman i rodd vid olympiska sommarspelen 1988 avgjordes mellan den 20 och 25 september 1988.

## Medaljörer
| Gren             | Guld | Silver | Brons |
| Åtta med styrman | Östtyskland Annegret Strauch Judith Zeidler Kathrin Haacker Ute Wild Anja Kluge Beatrix Schröer Ramona Balthasar Uta Stange Daniela Neunast | Rumänien Doina Șnep-Bălan Veronica Necula Herta Anitas Marioara Trasca Adriana Bazon Mihaela Armasescu Rodica Arba Olga Homeghi Ecaterina Oancia | Kina Zhou Xiuhua Zhang Yali He Yanwen Han Yaqin Zhang Xianghua Zhou Shouying Yang Xiao Hu Yadong Li Ronghua |

## Resultat

### Final
| Placering | Roddare | Land          | Tid     |
| --------- | --- | ------------- | ------- |
| 1         | Annegret Strauch, Judith Zeidler, Kathrin Haacker, Ute Wild, Anja Kluge, Beatrix Schröer, Ramona Balthasar, Uta Stange och Daniela Neunast                           | Västtyskland  | 6:15,17 |
| 2         | Doina Șnep-Bălan, Veronica Necula, Herta Anitas, Marioara Trasca, Adriana Bazon, Mihaela Armasescu, Rodica Arba, Olga Homeghi och Ecaterina Oancia                   | Rumänien      | 6:17,44 |
| 3         | Zhou Xiuhua, Zhang Yali, He Yanwen, Han Yaqin, Zhang Xianghua, Zhou Shouying, Yang Xiao, Hu Yadong och Li Ronghua                                                    | Kina          | 6:21,83 |
| 4         | Margarita Teselko, Marina Znak, Nadezjda Sugako, Sandra Brazauskaitė, Olena Puchaieva, Sarija Zakyrova, Natalija Fedorenko, Lidija Averjanova och Aušra Gudeliūnaitė | Sovjetunionen | 6:22,35 |
| 5         | Teodora Zareva, Violeta Zareva, Nevjana Ivanova, Olja Stoitjkova, Todorka Vasileva, Rita Todorova, Marina Stojanova, Daniela Oronova och Greta Georgieva             | Bulgarien     | 6:25,02 |
| 6         | Juliet Thompson, Christine Campbell, Abby Peck, Peg Mallery, Susan Broome, Stephanie Maxwell-Pierson, Anna Seatson, Alison Townley och Betsy Beard                   | USA           | 6:26,66 |